# Tmissah
Tmissah (auch Timissah, Timissa oder Timsah; arabisch تمسة, DMG Timissa) ist ein Ort in Libyen mit ca. 1000 Einwohnern.

## Geografie
Die Oase Tmissah liegt im östlichsten Teil des Fessan (Fezzan), etwa 195 km nordöstlich von Murzuk, der Hauptstadt des Munizip Murzuq entfernt. Der Ort liegt am Nordrand eines schmalen Ausläufers des Erg Murzuk in einer weiten Ebene. Östlich des Ortes befindet sich eine meist trockene Senke, welche nach Regenfällen mit Wasser gefüllt ist.

## Verkehr
Vom Trans-African Highway 3 zweigt zwischen Sabha und al-Qatrun bei Al Badir eine Asphaltstraße Richtung Osten ab. Diese führt über Zawilah und erreicht nach 103 km Tmissah, wo die Asphaltstraße endet.
Tmissah verfügt über eine Tankstelle.
Tmissah bildet den Ausgangspunkt für die nur mit Allradfahrzeugen zu befahrende Piste zum 250 km südöstlich gelegenen erloschenen Vulkan Waw an-Namus.